# Maracalagonis
Maracalagonis (sardinsky: Màra) je italská obec (comune) v metropolitním městě Cagliari v regionu Sardinie. Nachází se ve výšce 86 metrů nad mořem a má přibližně 7 900 obyvatel. Rozloha obce je 101,37 km².